# Sīrdar-e Bālā
Sīrdar-e Bālā (persiska: سیردر, Sīrdar, سیردر بالا) är en ort i Iran.   Den ligger i provinsen Lorestan, i den västra delen av landet, 400 km sydväst om huvudstaden Teheran. Sīrdar-e Bālā ligger 1 358 meter över havet och antalet invånare är 114.
Terrängen runt Sīrdar-e Bālā är lite bergig. Runt Sīrdar-e Bālā är det ganska tätbefolkat, med 52 invånare per kvadratkilometer. Närmaste större samhälle är Nāmjū, 8,5 km väster om Sīrdar-e Bālā. Omgivningarna runt Sīrdar-e Bālā är i huvudsak ett öppet busklandskap.